# إضافة محبة للنواة
في الكيمياء العضوية، تفاعلات الإضافة المحبة للنواة (بالإنجليزية: nucleophilic addition)‏ هي أحد أنواع تفاعلات الإضافة، التي يكون لدى المركب الكيميائي فيها رابطة ناقصة للإلكترونات أو رابطة مضاعفة محبة للإلكترونات أو رابطة ثلاثية محبة للإلكترونات مع وجود رابطة باي، ويتفاعل ذلك المركب الكيمائي مع مُتفاعل غني بالإلكترونات، يطلق عليه اسم محب للنواة، ويُصاحب هذا التفاعل اختفاء الرابطة المضاعفة وإنشاء رابطتين أحاديتين أو رابطتين سيغما σ.
هذه التفاعلات تُشارك في الاصناع الحيوي للمركبات في جميع الكائنات الحية، وتستخدم من قبل الكيميائيين في الأوساط الأكاديمية والصناعات مثل الأدوية لإعداد معظم المواد الكيميائية العضوية المعقدة الجديدة، ولذلك فهي ذو أهمية جوهرية في الكيمياء العضوية.
تتطلب تفاعلات الإضافة وجود مجموعات ذات روابط متعددة في المركبات المحبة للإلكترونات (نظرًا لحقيقة أن الروابط المزدوجة وحتى الروابط الثلاثية يمكن أن تفتقر إلى المركبات الغنية بالإلكترونات). روابط الكربون غير المتجانسة كما هو الحال في الكربونيل، الإيمينات والنيتريل، أو روابط الكربون -الكربون المضاعفة أو الثلاثية.
ويعود عدم وجود مصادر غنية للإلكترون إلى أن هذه الروابط فارغة جزئيًا، على الرغم من أنهم لا يزالون على اتصال، لأن المنطقة التي تحتل المدار ميتة بشكل أساسي.
يُعرَّف هذا السلوك المحب للإلكترونات بأنه مساحة فارغة نظرًا لأن كل شيء بداخله يكون بدون أي مصدر للكهرباء إلا من خارج الرابطة، لأن الروابط تميل إلى جذب المزيد لأنفسهم (سواء كان ذلك كهربائيًا أو غير كهربائي يمكن أن يختلف في معظم الحالات). هذا يعني أن إضافة النيوكليوفيل هي الإضافة المستمرة لشحنة سالبة خلال التفاعل، ما لم يقدم الإلكتروفايل نفسه لتشكيل بنية كاملة بدون أي شحنة على الإطلاق. تكون الشحنة سالبة مستمرة طوال رد الفعل حتى يتم تشكيل وسيط، يحمل الشحنة، وبالتالي يكون رد فعل الإضافة الذي أمامنا.
بمجرد أن يلتقي هذا بالكهرباء، يمكن بالتالي تحييد الوسيط المتكون مع الشحنة السالبة لتشكيل بنية كاملة عبر نوع من الروابط.

## الإضافة إلى روابط الكربون غير المتجانسة

### الإضافة إلى مجموعات الكربونيل
مع مركب الكربونيل كإلكتروفيل، يمكن أن يكون النيوكليوفيل:
- الماء في تفاعل الإماهة إلى الديول التوأمي
- تحول الكحول إلى أسيتال.
-

### الإضافة إلى النتريل
مع إلكتروفايلات النتريل، تتم الإضافة المحبة للنواة من خلال:
- التحلل المائي للنيتريل لتشكيل أميد أو حمض الكربوكسيل.
- النيوكليوفيلات العضوية في تفاعل بليز.
- الكحول في تفاعل بينر (Pinner reaction).
- نيتريل ألفا-الكربون (نفسه) في تفاعل ثورب (Thorpe reaction)وتسمى النسخة داخل الجزيئية بتفاعل ثورب زيجلر.
- كاشف غرينيار لتشكيل الإيمين. يمنح الكيتونات بعد عملية التحلل المائي أو قد يمنح الأمينات الأولية بعد عملية اختزال الإيميين.

## الإضافة إلى روابط الكربون - الكربون المزدوجة
القوة الدافعة للإضافة إلى الألكينات هي تكوين النيوكليوفيل X−، الذي يُشكل رابطة تساهمية مع نظام غير مشبع فقير بالإلكترون -C = C- (الخطوة 1). يتم نقل الشحنة السالبة على X إلى رابطة الكربون-الكربون.
في الخطوة 2، يتحد الأنيون الكربوني ذو الشحنة السالبة مع (Y)، التي هي فقيرة الإلكترون، لتشكيل الرابطة التساهمية الثانية. الألكينات العادية ليست عرضة لهجوم نووي محبب (رابطة غير محددة). يتفاعل الستايرين في التولوين مع الصوديوم لتشميل 1,3-ثنائي فينيل البروبان من خلال الأنيون الكربوني المتوسط.
تم العثور على استثناء آخر للقاعدة في تفاعل Varrentrapp. الفوليرين لديه تفاعلية رابطة مضاعفة غير عادية ولذلك فان الإضافات مثل تفاعل بينغل تكون أكثر شيوعاً.
عندما تكون X عبارة عن مجموعة كربونية مثل C = O أو COOR أو مجموعة السيانيد (CN)، يكون نوع التفاعل تفاعل إضافة مرافقة. يساعد المكون X على تثبيت الشحنة السالبة على ذرة الكربون من خلال تأثيره الحثي. بالإضافة إلى أن Y-Z هو مركب هيدروجين نشط، فإن التفاعل يعرف بتفاعل مايكل.
الألكينات المشبعة بالفلور (الألكينات التي تحمل الفلور محل كل هيدروجين) معرضة بدرجة كبيرة للإضافة المحبة للنواة.
على سبيل المثال عن طريق أيون الفلوريد من فلوريد السيزيوم أو فلوريد الفضة (I) لإعطاء أنيون مشبع بالفلور (perfluoroalkyl).